# Алексакис, Орион Христофорович
Ори́он Христофо́рович Алекса́кис (греч. Ωρίων Αλεξάκης, Балаклава 30 июня 1899 — Чёрное море октябрь 1920) — российский революционер греческого происхождения, деятель Коминтерна. Погиб в возрасте 21 года. Вместе с членом ЦК Коммунистической партии Греции Димостенисом Лигдопулосом числится первым в Пантеоне погибших членов партии.

## Биография
Родился в 1899 году в Балаклаве. В 1917 г. окончил с золотой медалью севастопольскую мужскую гимназию. В 16 лет состоял на учёте полиции за чтение и распространение антиправительственной литературы. В 17 лет он был одним из инициаторов и организаторов социалистического союза молодежи в Севастополе.
В июне 1917 года избран председателем социалистического союза молодежи Севастополя. Осенью 1917 года поступил на юридический факультет Киевского университета. Почти сразу затем, в ноябре 1917 г., участвовал в боях с гайдамаками, был ранен. В январе 1918 года вернулся в Севастополь. Здесь он был избран членом исполнительного комитета городского Совета, членом городского комитета РСДРП(б), секретарём Севастопольского ревкома.
В марте был делегатом VII съезда РКП(б), примкнул к «левым коммунистам».
В апреле того же года стал одним из организаторов союза молодежи «III Интернационал» в Севастополе. Впоследствии был представителем ЦК РКП(б) в Вятке
, работал в партийных организациях Владимира, Харькова.
В апреле 1919 года стал комиссаром 1-й Заднепровской дивизии Красной Армии, в составе которой участвовал в освобождении Севастополя от войск Антанты. В освобождённом Севастополе был назначен председателем военно-революционного комитета, избран членом президиума городского комитета РСДРП(б), являлся одним из организаторов городской комсомольской организации и членом бюро Крымского обкома РКП(б).
Принял участие в работе II конгресса Коминтерна. Здесь он познакомился с прибывшим из Греции членом ЦК КПГ Демосфеном Лигдопулосом, который восторженно отозвался о Алексакисе. Со слов Кобецкого Л. М. Гурвич передаёт это в своей книге следующим образом:

«— Зайдите ко мне завтра утром,— сказал Кобецкий, встретив Ориона в коридоре здания Коминтерна в Денежном переулке.

Он пришел за последними напутствиями, но услышал неожиданный вопрос:

— Что такое левендья?

— Греческое слово,— недоумевая, ответил Орион.

— Это я уже знаю,— улыбнулся Кобецкий.— Что оно значит?

— Непереводимое понятие. Народный идеал силы и красоты, добра и справедливости. Одновременно и чистая любовь, и уважение к матери, невесте, другу, всем людям. И привязанность к детям. Все это вместе и в то же время нечто большее.

Короче, левендья — идеал настоящего человека и настоящей жизни. Есть ещё слово „левендис“ — так греки называют людей, жертвующих собой ради общего счастья. Скажите, а почему вы спросили об этом?

Кобецкий помедлил секунду, улыбнулся и сказал:

— Лигдопулос утверждает: Орион — это левендья!

— Ну, это уж чересчур, — Алексакис был растроган и смущен.

— Лигдопулосу виднее, — снова улыбнулся Кобецкий. И добавил: — Вы едете завтра в Одессу, оттуда морем в Болгарию. Лигдопулос поедет с вами. Желаю удачи.»
.

## Смерть
В октябре 1920 года по заданию Коминтерна вместе с Лигдопулосом выехал на подпольную работу в Грецию.
Согласно журналу «Коммунистический Интернационал», органа исполкома Коминтерна, Лигдопулос и Алексакис покинули Одессу на маленьком турецком судне и должны были прибыть в Болгарию 1 ноября 1920 года. Не дойдя до Болгарии оба были убиты экипажем.
Существуют две версии о их убийстве. По одной из них, инициатором убийства стал белогвардеец, опознавший Алексакиса.
Более распространена версия о убийстве при попытке грабежа. Орион ехал под видом купца и вёз матрицы изданий, свёрнутые в узкие трубочки. Турки решили, что в трубках золотые монеты и убили Алексакиса и Лигдопулоса с целью овладеть монетами. Трупы были выброшены за борт. По требованию советского правительства кемалисты, получавшие тогда помощь от Советской России, произвели в Зонгулдаке допрос экипажа, который признался в убийстве. Но вскоре экипаж был выпущен на свободу.

## Память
- Коммунистическая партия Греции чтит память Алексакиса, хотя Орион не успел внести свой вклад в её историю, кроме своей гибели в свои 21-лет, направляясь на подпольную работу. Последнее посвящение Алексакису было опубликовано в партийной газете «Ризоспастис» (Радикал) 23 октября 2011 года.
- В честь Алексакиса названа одна из улиц Севастополя[4],[5].
- Установлена мемориальная доска на ул. Ориона Алексакиса, д.8 в г. Севастополь.
- В июне 1989 года в Балаклаве, на набережной Назукина, 7, в доме его деда Христопуло(са), где Алексакис провел детские и юношеские годы, была установлена мемориальная доска[6].
- Книга Л. М. Гурвича «Орион Алексакис» переведена и издана в Греции партийным издательством «Современная эпоха»[7].